# NASA Astronautengroep 17

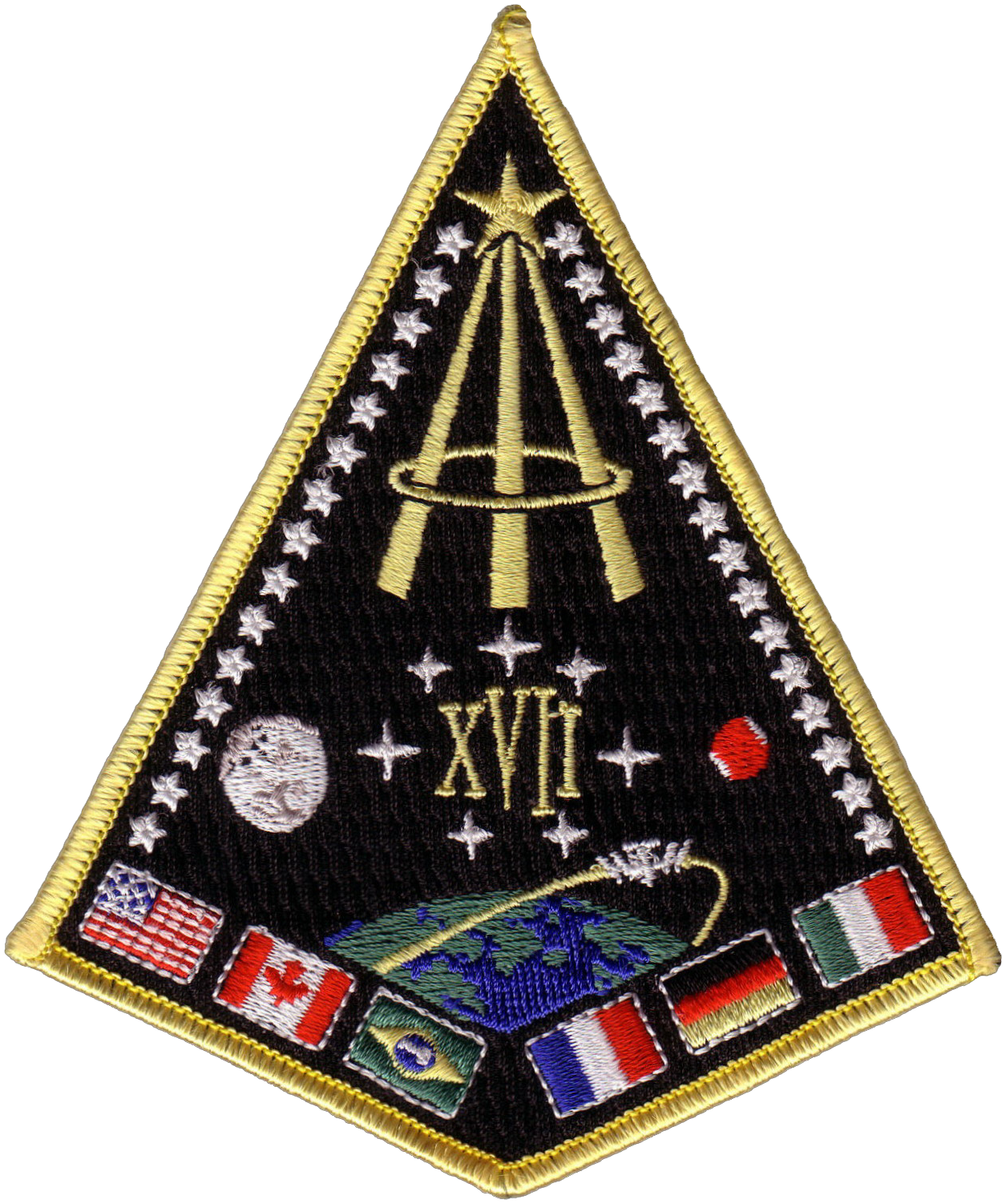
Patch Astronautengroep 17

The Penguins was de bijnaam van NASA's zeventiende astronautengroep die in 1998 werd geselecteerd. De groep van 32 kandidaten bestond uit acht piloten, 17 missiespecialisten en zeven internationale missiespecialisten. Ze begonnen met trainen in augustus 1998.
De groep bestond uit:
| Astronaut            | Aantal vluchten | Missies | Status           |
| -------------------- | --------------- | --- | ---------------- |
| Clayton Anderson     | 2               | STS-117 (lancering), STS-120 (landing), STS-131                                                             | Pensioen 06-2011 |
| Lee Archambault      | 2               | STS-117, STS-119                                                                                            | Pensioen 02-2012 |
| Timothy Creamer      | 1               | Sojoez TMA-17                                                                                               | Pensioen 05-2011 |
| Gregory Chamitoff    | 2               | STS-124 (lancering), STS-126 (landing), STS-134                                                             | Pensioen 09-2013 |
| Tracy Caldwell Dyson | 2               | STS-118, Sojoez TMA-18                                                                                      | Actief           |
| Léopold Eyharts      | 2               | Sojoez TM-27 (lancering), Sojoez TM-26 (landing), STS-122 (lancering), STS-123 (landing)                    |                  |
| Christopher Ferguson | 3               | STS-115, STS-126, STS-135                                                                                   | Pensioen 12-2011 |
| Michael Foreman      | 2               | STS-123, STS-129                                                                                            | Pensioen 12-2010 |
| Michael Fossum       | 3               | STS-121, STS-124, Sojoez TMA-02M                                                                            | Pensioen 01-2017 |
| Kenneth Ham          | 2               | STS-124, STS-132                                                                                            | Pensioen 05-2012 |
| Gregory C. Johnson   | 1               | STS-125 | Pensioen         |
| Gregory Johnson      | 3               | STS-123, STS-134                                                                                            | Pensioen 08-2013 |
| Stanley Love         | 1               | STS-122 | Pensioen 01-2011 |
| Leland Melvin        | 2               | STS-122, STS-129                                                                                            | Pensioen 10-2010 |
| Barbara Morgan       | 1               | STS-118 | Pensioen 08-2008 |
| Paolo Nespoli        | 3               | STS-120, Sojoez TMA-20, Sojoez MS-05                                                                        |                  |
| William Oefelein     | 1               | STS-116 | Pensioen 06-2007 |
| John Olivas          | 2               | STS-117, STS-128                                                                                            | Pensioen 05-2010 |
| Nicholas Patrick     | 2               | STS-116, STS-130                                                                                            | Pensioen 05-2012 |
| Alan Poindexter      | 2               | STS-122, STS-131                                                                                            | Pensioen 12-2010 |
| Marcos Pontes        | 1               | Sojoez TMA-8 (lancering), Sojoez TMA-7 (landing)                                                            |                  |
| Garrett Reisman      | 2               | STS-123 (lancering), STS-124 (landing), STS-132                                                             | Pensioen 03-2011 |
| Patricia Robertson   | 0               | |                  |
| Hans Schlegel        | 2               | STS-55, STS-122                                                                                             |                  |
| Steven Swanson       | 3               | STS-117, STS-119, Sojoez TMA-12M                                                                            | Pensioen 08-2015 |
| Robert Thirsk        | 2               | STS-78, Sojoez TMA-15                                                                                       |                  |
| Bjarni Tryggvason    | 1               | STS-85 |                  |
| Roberto Vittori      | 3               | Sojoez TM-34 (lancering), Sojoez TM-33 (landing), Sojoez TMA-6 (lancering), Sojoez TMA-5 (landing), STS-134 |                  |
| Douglas Wheelock     | 2               | STS-120, Sojoez TMA-19                                                                                      | Actief           |
| Sunita Williams      | 3               | STS-116, STS-117, Sojoez TMA-05M, Boe-CFT (lancering), SpaceX Crew-9 (landing)                              | Actief           |
| Neil Woodward        | 0               | | Pensioen 07-2008 |
| George Zamka         | 2               | STS-120, STS-130                                                                                            | Pensioen 08-2011 |